# Oostburg, Wisconsin
Oostburg là một làng thuộc quận Sheboygan, tiểu bang Wisconsin, Hoa Kỳ. Năm 2006, dân số của làng này là 2660 người.